# Anonymus Hanivaldanus
Anonymus Hanivaldanus ist der Titel der lateinischen Übersetzung einer unbekannten altosmanischen Chronik. Das Original dieser Chronik wurde bis jetzt noch nicht aufgefunden. Der Text wurde 1591 in Frankfurt am Main gedruckt.

## Textgeschichte
Den Auftrag dazu gab 1584 der Sekretär des kaiserlichen Gesandten in Konstantinopel (Freiherr von Eytzing), der Schlesier Philip Haniwald von Eckersdorf. Ein ungarischer Renegat, der ehemalige Dragoman (Dolmetscher) an der Hohen Pforte Murad Beğ, führte die Übersetzung aus dem Osmanischen ins Lateinische durch. Diese nach dem Auftraggeber benannte Schrift nahm der westfälische Humanist Hans Lewenklaw von Amelbeuren (genannt Leunclavius oder Johannes Löwenklau) als Quelle für sein Werk Historia Musulmana Turcorum e monumentis ipsorum exscriptia (Neuwe Muselmanische Histori Türckischer Nation). Der deutsche Text erschien im Druck 1590, der lateinische 1591. Lewenklaw verwendete als zweite Quelle den Codex Verantianus, ebenfalls eine altosmanische Chronik, benannt nach dem Besitzer, dem ehemaligen Gesandten Bischof Anton Vrančić. Neben einer stilistischen Verbesserung des Werkes von Murad fügte er auch einige Erläuterungen in die Historia ein. Es kann deshalb von den Literaturhistorikern nur vermutet werden, dass es sich beim Original um eine volkstümliche Chronik, ähnlich der des Oruç handelt.

## Inhalt
Während die genannte Chronik des Oruç alles ausspart, was auf die Sultane ein schiefes Licht werfen könnte, ist der Anonymus hier deutlicher. Besonders die Janitscharenrevolten, die Sultan Bayezid II. am Beginn und am Ende seiner Herrschaft in große Schwierigkeiten brachten, schildert er in allen Einzelheiten. 

„Da lästerten sie gegen ihren Herren: ‚Du Lump, du versoffener Lüderjan, du Bengi [‚Haschischraucher‘], dir werden wir deinen Rausch gleich ausgetrieben haben! Ist das die Art, wie du dich deines Titels und Amts als Großherr würdig erweisen willst? […] Wenn nicht, so kannst du dir selber denken, wie wir dir mitspielen!‘“

Die schlechte Figur, die Bayezid hier macht, aber auch beim Tod seines Bruders Cem und bei der Beseitigung des Großwesirs Gedik Ahmed Paşa, ist deutlich zu erkennen. Der Anonymus beschreibt genau die von Bayezid in beiden Fällen gegebenen Befehle zum Mord.